# Giáo hoàng Biển Đức I
Biển Đức hoặc Bênêđictô I (Latinh: Benedictus I) là vị Giáo hoàng thứ 62 của Giáo hội Công giáo. Niên giám tòa thánh năm 1806 xác định rằng ông đắc cử vào năm 574 và ở ngôi trong 4 năm, 1 tháng, 28 ngày. Niên giám tòa thánh năm 2003 xác định rằng triều đại của ông bắt đầu vào ngày 2 tháng 6 năm 575 và kết thúc vào ngày 30 tháng 7 năm 579.
Biển Đức I là người Ý, sinh tại Rôma. Ông lên ngôi Giáo hoàng khi Tòa Thánh đã trống ngôi Giáo hoàng trong 10 tháng. Ông cố gắng hoài công, để tái lập trật tự trong nước Ý và Pháp bị hỗn độn vì quân Lombard xâm lược và những rối ren nội bộ. Ông phê chuẩn Công đồng Chung V tại Constantinople.
Ông qua đời khi thành Roma bị vây hãm trong cuộc xâm lăng của người Lombard. Lúc đó xảy ra nghèo đói và bệnh tật cho toàn châu Âu. 